# Neoctantes
Neoctantes is een geslacht van vogels uit de familie Thamnophilidae (miervogels). Het geslacht telt één soort:
- Neoctantes niger  –  Zwarte dikbekmiervogel